# Гавана (фільм)
«Гавана» (англ. Havana) — американський драматичний фільм 1990 року з Робертом Редфордом, Ліною Олін, Аланом Аркіним і Раулем Хулією в головних ролях, знятий Сідні Поллаком і музикою Дейва Грусіна. Сюжет фільму стосується Джека Вейла (Редфорд), американського професійного гравця, який вирішує відвідати Гавану на Кубі, щоб пограти в азартні ігри в 1958 році напередодні Кубинської революції.

## Сюжет
Дія фільму відбувається напередодні перемоги Кубинської революції. Напередодні Різдва 1958 року на борту корабля, що прямує з Маямі до Гавани, Роберта Дюран просить допомоги у Джека Вайля в контрабанді радіостанцій Корпусу зв'язку армії США, призначених для революціонерів на пагорбах. Вайль погоджується лише тому, що романтично зацікавлений у ній. Коли вони зустрічаються для "виплати", Роберта виявляє, що вона заміжня, розбиваючи надії Вайля. У Гавані Вайль зустрічається зі знайомим кубинським журналістом, і під час нічної прогулянки містом вони стикаються з Робертою та її чоловіком, доктором Артуро Дюраном. Дюран - революційний лідер. Дюран запрошує Вайля приєднатися до них на вечерю і просить Вайля про подальшу допомогу у справі. Вайль відмовляє йому, навіть після того, як Дюран описує відчайдушну ситуацію, в якій опинилася більшість кубинців.
Після ночі розпусти Вайль читає газетне повідомлення про арешт і смерть Дюрана. Шокований, він продовжує заплановану гру в покер, випадково зустрівши голову таємної поліції. Він дізнається, що Роберту також заарештували і катували під вартою. Він тисне на іншого гравця, який заборгував йому, щоб домогтися її звільнення. Вражена смертю чоловіка та власним досвідом перебування у в'язниці, вона погоджується дозволити йому прихистити її у своїй квартирі, але того ж дня зникає.
Усвідомлюючи, що він закоханий у Роберту, і заохочуваний старим другом-гравцем, Вайль їде вглиб Куби, щоб знайти її в старому маєтку Дюрана. Він переконує її повернутися з ним до Гавани і покинути Кубу разом з ним. Коли вона запитує, він пояснює, що шишка на його руці містить діамант, який він зашив собі в руку в юності як страховку. Він домовляється про те, щоб вона покинула Кубу на човні, але коли він повертається до квартири, на нього нападають двоє кубинців, які повідомляють йому, що Дюран вимагає від нього вивезти Роберту з країни. У Вайля є знайома з ЦРУ Маріон Чігвелл, яка підтверджує, що Дюран досі живий. Він залякує Чігвелл, щоб та співпрацювала з ним у справі звільнення Дюран.
Вдаючи, що працює на ЦРУ, Вайль вирушає до Дюрана, якого утримує шеф таємної поліції (СІМ). Він розповідає шефу, що Вашингтон має нові плани щодо Дюрана і хоче його звільнити за винагороду в 50 000 доларів. Він "наказує" шефу привести Дюрана до ладу, одягнути його (Дюран був підданий тортурам і перебував у вкрай поганому стані) і відвезти до себе додому. Вайль звертається до лікаря, а потім до ювеліра, щоб продати діамант і зібрати гроші на звільнення Дюрана. Він повідомляє Роберті, яка вирішила пов'язати з ним життя, що її чоловік живий. Шокована, вона самостійно вирушає на пошуки чоловіка. Тим часом Вайль провалив велику гру з хайролерами, для яких він рибалив з першого дня свого приїзду до Гавани. Менеджер казино Джо Вольпі прощає його, знаючи, що він зробив порятунок Роберти своїм пріоритетом.
У новорічну ніч 1959 року революціонери перемагають у повстанні. Вищий клас, уряд і таємна поліція покидають свої пишні вечірки, щоб у шаленому темпі поспішити до портів і аеропортів, щоб покинути країну. Люди виходять на вулиці, святкуючи перемогу, громили казино і танцювали. Вайль і Вольпі погоджуються, що настав час їхати. Наступного ранку Вайль сидить у ресторані, готуючись до від'їзду. Він бачить Чигвелла, який повідомляє йому, що зараз працює над новою книгою "Кухня Індокитаю". Попрощатися з ним приходить Роберта. Вона бачить пов'язку на його руці і дізнається, якою ціною він врятував її чоловіка для неї. Вони обіймаються на прощання. Вона залишається з Революцією, а він змінився завдяки їй.
Чотири роки потому, у 1963 році, Джек їде на Флорида-Кіс і дивиться на море в напрямку Гавани, сподіваючись побачити корабель, який міг би забрати Роберту на борт. Він знає, що пором більше не ходить. Однак він робить це щороку в надії, що колись знову побачить Роберту. Він також усвідомлює, що зміни на Кубі були відлунням змін 1960-х років, які відбувалися у Сполучених Штатах. Це нове десятиліття.

## Акторський склад
- Роберт Редфорд у ролі Джека Вейла, професійний азартний гравець, Джек служив у ВМС США і служив на Тихоокеанському театрі Другої світової війни, заявивши, що він був у Перл-Гарборі, коли його бомбили. Джек приїжджає до Гавани, щоб пограти в азартні ігри, але потрапляє в кубинську революцію.
- Лена Олін у ролі Боббі Дюрана, шведка за походженням, Боббі переїхала до Каліфорнії, щоб стати актрисою, а потім поїхала до Мексики, коли її першого чоловіка потрапило в чорний список. Приїхавши до Гавани, вона незабаром вийшла заміж за Артуро Дюрана.
- Алан Аркін у ролі Джо Волпі, менеджера популярного гаванського казино, Джо працює на сумно відомого єврейсько-американського мафіозі Меєра Ланскі. Джо — давній друг Джека.
- Рауль Хулія (не вказаний) як Артуро Дуран, член старої багатої родини, Артуро є фігурою в революції, але повинен звести свою діяльність до мінімуму в Гавані.
- Томас Міліан у ролі Менокала, полковник таємної поліції, Менокал підпорядковується Батісті та намагається тримати Гавану під контролем шляхом викрадення та вбивства. Менокал проти революції, тому що він вірить, хто б не керував, хтось завжди постраждає.
- Деніел Девіс у ролі Меріон Чіґвелл, автор журналу Gourmet, Меріон часто бачать у Гавані, намагаючись поїсти в ресторанах.
- Тоні Плана в ролі Хуліо Рамоса, друга Джека і репортера, Хуліо симпатизує революції.
- Бетсі Брентлі в ролі Діани: американська туристка, яка зустрічає Джека в барі.
- Ліза Каттер — Петті, подруга Діани.
- Річард Фарнсворт у ролі професора, старого гравця, який дає Джеку поради щодо стосунків.
- Марк Райделл у ролі Меєра Ланскі, сумно відомого єврейського бандита, він очолює операції мафії в Гавані, володіє багатьма гаванськими казино.
- Васек Сімек — Віллі
- Фред Аспарагус — Крихітка Ернандес
- Річард Портноу в ролі Майка Макклейні
- Діон Андерсон в ролі Роя Форбса
- Кармін Каріді в ролі капітана Поттса

## Виробництво

Відтворив Ель Прадо, як це видно у фільмі

Вулиця Гавана у фільмі будується перед виробництвом

Зйомки почалися 22 листопада 1989 року і завершилися 28 квітня 1990 року. Сідні Поллак сподівався знімати в Гавані. Однак законодавство США не дозволяло продюсерам витрачати будь-які долари США на Кубі, громадяни США не могли легально в'їжджати на Кубу, а відносини між США та Кубою в 1989 році не сприяли зйомкам американського фільму в Гавані. Тому було вирішено зняти весь фільм у Домініканській Республіці. Рослинність була такою ж, і Санто-Домінго запропонував певну архітектурну подібність, хоча й не такий широкий бульвар, як знаменитий Гаванський Ель-Прадо (Пасео-де-Марті). Кінцева сцена була знята в Кі-Весті, Флорида.
Томас Міліан, який зіграв голову таємної поліції Батісти, жив на Кубі в 1950-х роках і прокоментував, що фільм дуже детально відтворює Гавану в останні дні режиму Батісти. Багато хто з масовки був кубинцями у вигнанні, які переїхали до Домініканської Республіки. За словами Сідні Поллака, "атмосфера стала досить емоційною... Вони згадували старі часи в Гавані. Наша постановка перенесла їх на 30 років назад". [необхідне цитування].
Головний знімальний майданчик фільму, який неофіційно називали "Великим майданчиком", являв собою вулицю завдовжки чверть милі (400 м), оточену фасадами, що представляли казино, ресторани та готелі. Інтер'єрні сцени були зняті на відтворених поверхах казино, в номерах і кафе. Прадо було реконструйовано на колишній авіабазі в Домініканській Республіці. Для його відтворення була задіяна команда з близько 300 робітників, а понад 80 неонових вивісок потрібно було виготовити в США і відправити до Домініканської Республіки. На створення декорацій пішло 20 тижнів. Художник по костюмах Берні Поллок повинен був одягнути 2000 масовки в костюми, а для частої зміни костюмів під час різних сцен фільму знадобилося 8 000 - 10 000 костюмів. Окрім одягу 1950-х років, була велика кількість капелюхів, аксесуарів, прикрас та рукавичок, а також кубинська військова форма 1950-х років. Предмети гардеробу були привезені з Лос-Анджелеса та Англії. У фільмі з'являється близько сотні вінтажних американських автомобілів, автобусів і вантажівок 1950-х років.
Версія «Rum and Coca-Cola» The Andrews Sisters — це перезаписана версія 1961 року з альбому Greatest Hits від Dot Records, записаного через два роки після подій фільму.
Рауль Джулія вирішив залишитися в титрах, тому що продюсери фільму не захотіли надати йому вищої кваліфікації разом з Робертом Редфордом і Ліною Олін. 

## Прийняття
Відгуки в основному були негативними. Фільм отримав 27% рейтингу на Rotten Tomatoes на основі 26 рецензій із консенсусом: «Красиво знятий і драматично інертний, Гавана марнує своє переконливе відтворення дореволюційної Куби, використовуючи її як відключений фон бурхливого роману».  При бюджеті в 40 мільйонів доларів  Гавана заробила лише 9 мільйонів доларів у Сполучених Штатах і Канаді, але зібрала 27 мільйонів доларів за кордоном, що становить у всьому світі 36 мільйонів доларів.  
Музика була номінована на «Золотий глобус»,  на «Оскар»  і «Греммі» .  Це була одна з найбільш відомих партитур Дейва Грусіна .

## Зовнішні посилання
- Havana на сайті IMDb (англ.)
- Havana на TCM Movie Database (англ.)
- Havana на сайті Box Office Mojo (англ.)
- Havana на сайті Rotten Tomatoes (англ.)
- Official movie trailer на YouTube